# 1095 Tulipa
1095 Tulipa је астероид главног астероидног појаса. Приближан пречник астероида је 31,52 ,
а средња удаљеност астероида од Сунца износи 3,025 астрономских јединица (АЈ).
Инклинација (нагиб) орбите у односу на раван еклиптике је 10,017 степени, а орбитални период износи 1921,968 дана (5,262 година). Ексцентрицитет орбите астероида износи 0,025.
Апсолутна магнитуда астероида износи 10,42 а геометријски албедо 0,120.
Астероид је откривен 14. априла 1926. године.